# Viktor von Lang
Viktor von Lang (Wiener Neustadt, 2 maart 1838 – Wenen, 3 juli 1921) was een Oostenrijks natuurkundige. Hij wordt beschouwd als een van de grondleggers en een pionier in de studie van de kristallografie. Als eer werd door Maskelyne het mineraal langiet naar hem vernoemd.

## Biografie
Terwijl Lang een studie volgde aan de filosofische faculteit van de Universiteit van Wenen werkte hij daar drie jaar bij het natuurkundige instituut. Hij promoveerde in 1859 onder Andreas von Ettingshausen aan de Universiteit van Gießen op het proefschrift getiteld: "Physikalische Verhältnisse kristallisierter körper". Na zijn promotie werkte hij een jaar bij de Duitse wetenschappers Gustav Robert Kirchhoff en Robert Bunsen in Heidelberg en daarna in Parijs bij de experimenteel fysicus Henri Victor Regnault.
In 1861 keerde Lang terug naar Wenen alwaar hij zijn habilitatie behaalde op het werk "Die Physik der Kristalle". Hij was werkzaam in het Kensington Museum in Londen; na een twee jaar dienstverband werd hij in 1894 buitengewoon hoogleraar natuurkunde in Graz. In 1865 volgde de benoeming tot hoogleraar natuurkunde in Wenen als opvolger van August Kunzek.
Langs wetenschappelijke carrière omvatte een breed gebied van de natuurkunde. Zijn levenslange hoofdonderwerp betrof echter het bepalen van de natuurkunde eigenschappen van kristallen. Samen met de kristallograaf Wilhelm Josef Grailich was hij mede-auteur van het werk "Untersuchungen über die Physikalischen Verhältnisse Krystallisirter Körper" (Onderzoeken over de natuurkundige condities van gekristalliseerde lichamen). Zijn boek over inleidende theoretische natuurkunde, "Einleitung in die theoretische physik", werd tussen 1867 en 1891 in acht delen gepubliceerd.
Hij stierf op 81-jarige leeftijd in Wenen. In 1929 werd ter nagedachtenis een buste geplaatst op de overdekte binnenplaats van de Weense universiteit.